# اقتصاد موريتانيا

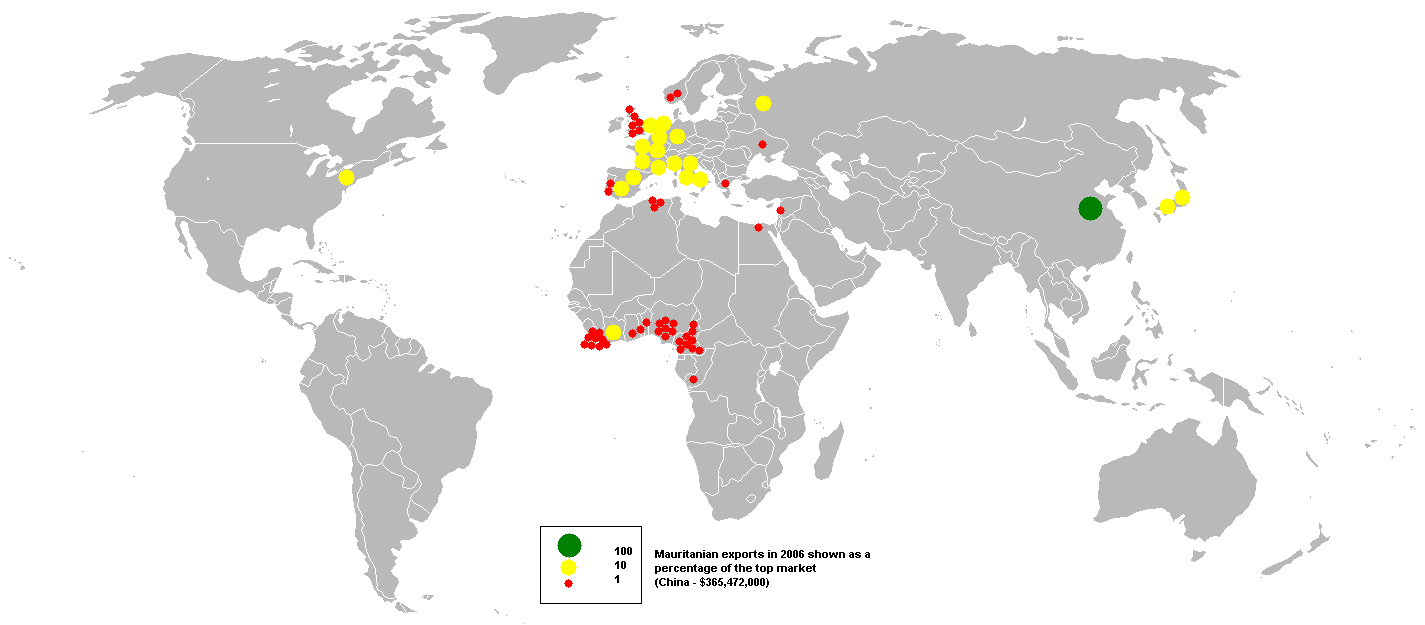
المبادلات التجارية لموريتانيا (2006)

تنتمي موريتانيا بحسب التصنيف الاقتصادي المعتمد من قبل الأمم المتحدة إلى مجموعة البلدان السائرة في طريق النمو والمنتمية إلى ما يعرف بـ"العالم الثالث"

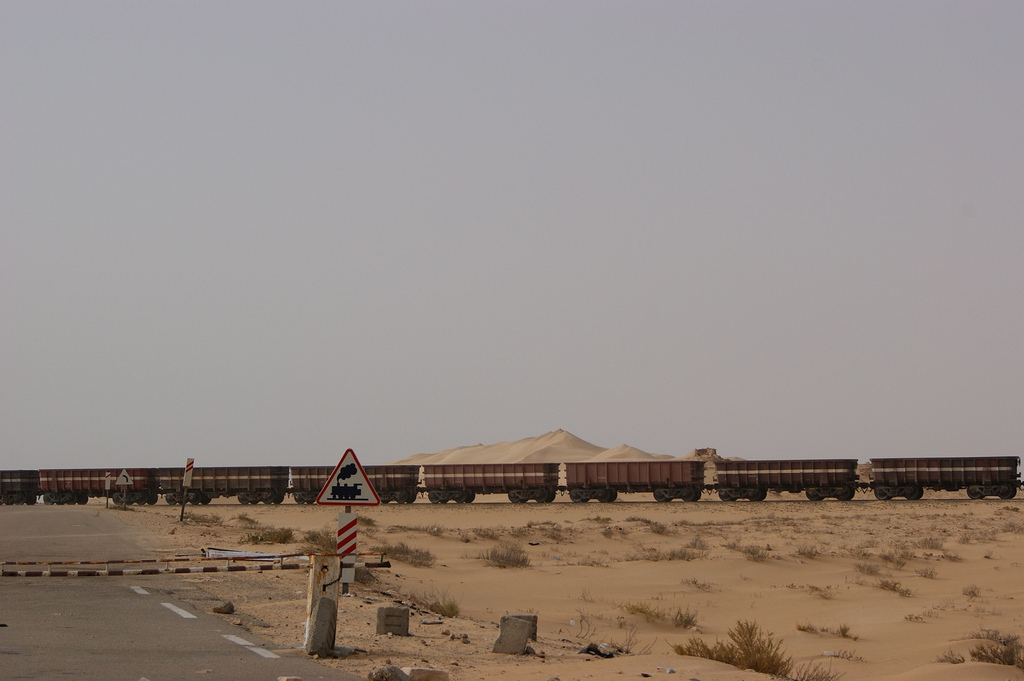
قطار ينقل معادن خام عبر الصحراء من الزويرات إلى ميناء نواذيبو للتصدير.

وبالنسبة إلى الاقتصاد الموريتاني فإضافة إلى عدم مواتاة الوسط الطبيعي سواء ما تعلق بمظاهر السطح أو المناخ فإن هذا الاقتصاد يعاني من اختلالات هيكلية بنيوية تعيق نموه في الوقت الراهن يكمن البعض منها في ضعف الأنشطة الفلاحية بشقيها الزراعي والرعوي إضافة إلى غياب سياسة اقتصادية محكمة فيما يتعلق بالشق المتعلق بالمعادن. ويعتبر الصيد من أهم ركائز هذا الاقتصاد:
احتلت موريتانيا المركز 127 من 132 في مؤشر الابتكار العالمي عام 2023. وتقدمت إلى المركز 126 في مؤشر عام 2024.

## النظام الاقتصادي
النظام الرأسمالي واقتصاد السوق هو النظام الاقتصادي المتّبع في موريتانيا منذ الأزل وحتى اليوم .

## الموارد الطبيعية
- اليورانيوم
- الذهب
- النحاس
- الكوارتز
- الفوسفات
- الحديد حيث تعتبر رقم 15 عالميا والأولى عربيا حسب احصائيات 2006
- الأسماك (ثاني أغنى شواطئ العالم بالأسماك بعد اليابان)
- البترول(إحتياطي يقدر بمليار ونصف برميل)
- الماشية (أبقار وأغنام وإبل وماعز)
- الزراعة

## المعالم الاقتصادية الهامة
- منجم شركة تازيازت مويتانيا المحدودة للذهب
- مناجم الشركة الوطنية للصناعة والمناجم (سنيم)
- قطار نواذيبو ازويرات : أطول قطار في العالم حيث يبلغ طوله أكثر من 2 كم!
- ميناء الصداقة : الميناء الرئيسي في انواكشوط.
- مطار انواكشوط الدولي
- ميناء انواذيبو المستقل

## العملة الموريتانية
في عام 1973 أصدرت موريتانيا عملتها الخاصة وهي الأوقية الموريتانية بعد أن كانت تستخدم الفرنك الإفريقي المستخدم في الدول الإفريقية المجاورة مثل مالي والسنغال والنيجر وغيرها.

## الصيد
تعتبر موريتانيا إحدى الدول المهمة في مجال الصيد البحري لما تتوفر عليه من ميزات طبيعية جعلتها في مصاف البلدان المنتجة للأسماك فقد حباها الله بشاطئ ممتد على المحيط الأطلسي يبلغ طوله نحو 650 كلم وتتلاقى في مياهها الإقليمية التيارات البحرية الدافئة والساخنة الأمر الذي هيّأ لمياهها أن تكون مأوى لكثير من الأسماك والأحياء المائية التي تهاجر في معظم فصول السنة من مناطق أخرى للحياة والتكاثر في مياهها الفريدة من نوعها. وسبب تلاقي التيارات هذا هو وجود جرف قاري عريض يصل إلى (80) ميلا في بعض الأحيان يهيئ توافر كميات كبيرة من الأسماك ذات الجودة العالية طوال فصول السنة، إلى جانب وجود بيئة بحرية في قاع المحيط ملائمة لغذاء وتوالد الأسماك، ومع ذلك فإن اهتمام السلطات الموريتانية بقطاع الصيد البحري حديث جدا إذ ظل القطاع يدار بصورة عشوائية غير مخططة حتى تبنّت السلطات سياسة جديدة للصيد استهدفت دمج القطاع في الاقتصاد الوطني للبلاد فأنشأت شركات للصيد البحري وأقيمت مصانع أرضية للتجميد والتخزين السمكيين كما تم سن القوانين والتشريعات التي تنظم استغلال هذه الثروة الوطنية الكبيرة كما تم تشجيع القطاع الخاص على حيازة بواخر للصيد الكبير بحيث نتج عن ذلك ارتفاع قيمة صادرات البلاد من الأسماك من مليار واحد من الأوقية سنة 1978 إلى 30 مليار أوقية سنة 1986 وذلك بواقع 70% من القيمة الإجمالية للصادرات، ومنذ ذلك الحين أصبح قطاع الصيد البحري أحد أهم القطاعات المشاركة في تنمية البلاد وحصولها على العملات الصعبة، على الرغم من محدودية الإمكانيات التصنيعية لدي موريتانيا وما تواجهه ثروتها من نهب من طرف أساطيل أجنبية يتم تصدير ملايين الأطنان سنويا إلى جميع أنحاء العالم، فإضافة إلى الصين واليابان فإن الإتحاد الأوروبي يعتبر المستورد الرئيسي للأسماك الموريتانية بحوالي 7340 طن في السنة.

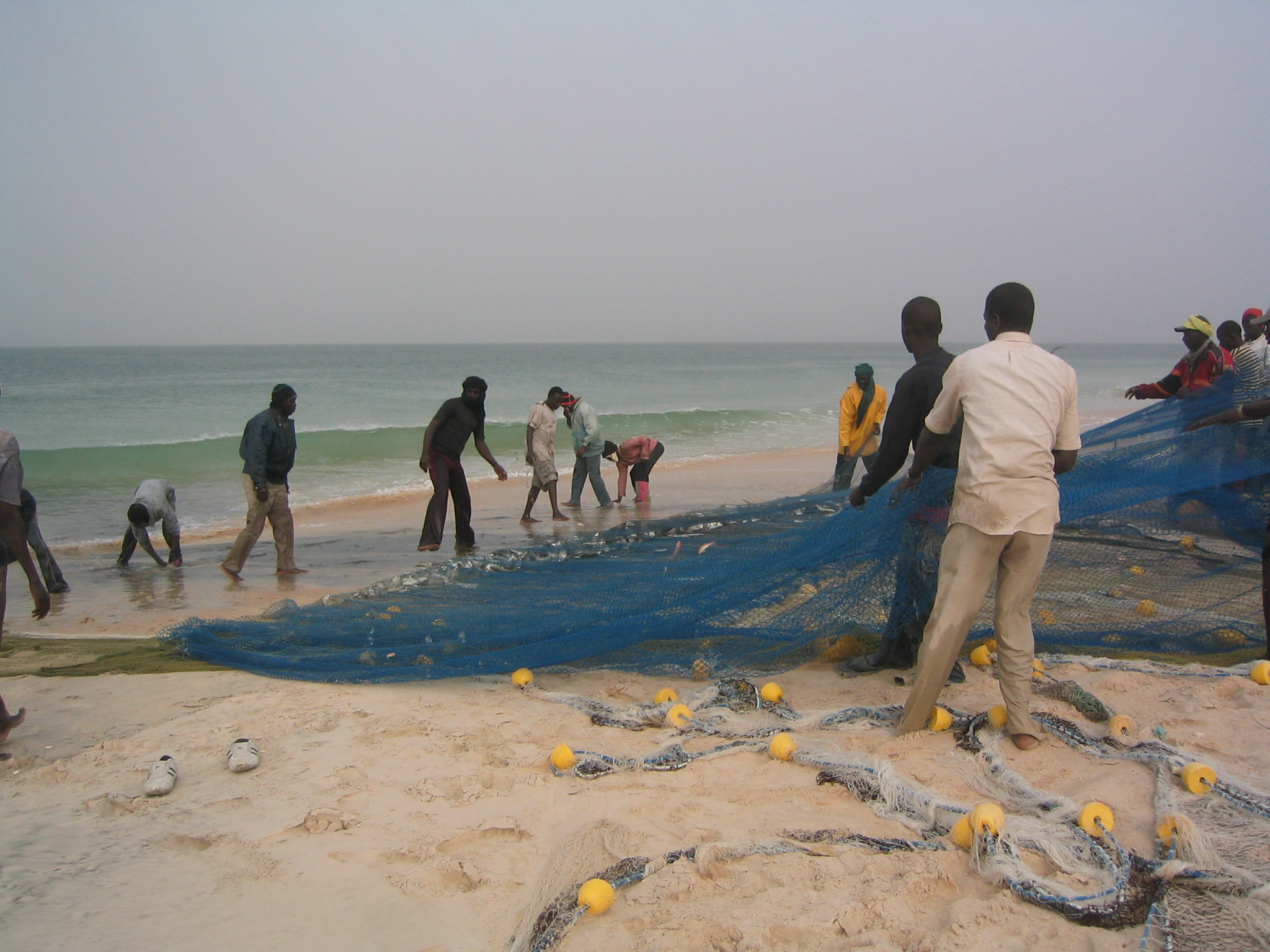
صيادون تقليديون في موريتانيا

## المعادن
تمتاز موريتانيا بتنوع ثروتها المعدنية من حديد ونحاس وجبس وفوسفات وغيرها وتساهم الثروات الطبيعية الهائلة مساهمة فعالة في تكوين رأس المال الوطني وفي تطوير البلاد ودفع عجلة النمو فيها سواء عن طريق الإسهام في حل المشاكل الاجتماعية القائمة خصوصا في مجال العمالة والتشغيل أو للاعتماد عليها كمصدر للحصول على العملات الصعبة التي تحتاج إليها البلاد.

## الزراعة
ما يزال النشاط الزراعي يمثل أهم النشاطات الاقتصادية التي تستوعب شريحة عريضة من السكان المحليين إذ تتجاوز نسبة المشتغلين بالقطاع نسبة 53% من القوى العاملة حسب المتوافر من الإحصاءات ولا تزال السمة البدائية هي الغالبة على الممارس من حيث النشاط الزراعي رغم دخول أنماط من الزراعات الحديثة إلى هذا الحقل مثل زراعة الأرز في ضفة نهر السينغال وكذلك الخضروات وأشجار الفاكهة. وقد كان هذا القطاع أكثر القطاعات الاقتصادية تضررا بظروف الجفاف الذي اجتاح البلاد في عقد السبعينات مما أسهم في تراجعه إضافة على صعوبة الظروف المناخية المكتنفة لهذا النشاط.

### أنماط الزراعة المحلية
- الزراعة المطرية: وتتم أساسا في المناطق الساحلية في الجنوب الشرقي وفي المناطق التي لا تصل إليها الفيضانات بمحاذاة النهر وتبدأ هذه الزراعة مع هطول الأمطار وتنتهي في شهر ديسمبر.
- الزراعة الفيضية: وتمارس في المناطق التي يصل إليها فيضان النهر وفي مناطق الوديان حيث تبدأ الزراعة عند تراجع المياه ومن الملاحظ أن المزارعين لا يتبنون هنا نظام الأراضي البور وإنما يخضعون القطع بكاملها للزراعة على مدار السنة مما يسمح بإنتاج زراعي متنوع وتشمل المناطق الفيضية إضافة إلى ضفاف النهر مناطق أخرى مثل تامورت انعاج بولاية تكانت ويغرف ب آدرار وأهم المحاصيل المزروعة عبر النمطين السابقين هي الذرة البيضاء والدخن والذرة الصفراء والفول السوداني إضافة إلى الخضروات.
- الزراعة في الواحات : لا تزال الواحات في البلاد هي مهد زراعة النخيل بالدرجة الأولى ويمكن بهذا الخصوص التمييز بين نوعين من النخيل : نوع ينمو بصورة طبيعية، ونوع آخر يغرس وتسقى الواحة بواسطة عيون وآبار تنساب مياهها عبر جداول صغيرة وتنتج النخلة في الظروف المواتية حوالي 100 كلغ سنويا من التمر.